# 布尼奥尔
布尼奥尔，是西班牙巴伦西亚自治区巴伦西亚省的一个市镇。总面积112平方公里，总人口9090人（2001年），人口密度81人/平方公里。

## 参阅
- 番茄大战